# Sporting Challenger 2011
Lo Sporting Challenger 2011 è stato un torneo professionistico di tennis maschile giocato sulla terra rossa. È stata la 10ª edizione del torneo, che fa parte dell'ATP Challenger Tour nell'ambito dell'ATP Challenger Tour 2011. Si è giocato a Torino in Italia dal 26 giugno al 3 luglio 2011.

## Partecipanti

### Teste di serie
| Nazionalità | Giocatore             | Ranking* | Testa di serie |
| ----------- | --------------------- | -------- | -------------- |
| Spagna      | Daniel Gimeno Traver  | 59       | 1              |
| Argentina   | Carlos Berlocq        | 70       | 2              |
| Italia      | Filippo Volandri      | 81       | 3              |
| Spagna      | Albert Ramos Viñolas  | 87       | 4              |
| Argentina   | Diego Junqueira       | 108      | 5              |
| Italia      | Flavio Cipolla        | 112      | 6              |
| Francia     | Marc Gicquel          | 119      | 7              |
| Spagna      | Rubén Ramírez Hidalgo | 121      | 8              |

- 1 Ranking al 20 giugno 2011.

### Altri partecipanti
Giocatori che hanno ricevuto una wild card:
- Andrea Arnaboldi
- Alessandro Giannessi
- Stefano Travaglia
- Matteo Trevisan

Giocatori che sono passati dalle qualificazioni:
- Alberto Brizzi
- Marco Crugnola
- Stefano Galvani
- Dušan Lajović

## Campioni

### Singolare
Carlos Berlocq ha battuto in finale  Albert Ramos Viñolas con il punteggio di 6–4, 6–3

### Doppio
Martin Fischer /  Philipp Oswald hanno battuto in finale  Uladzimir Ihnacik /  Martin Kližan con il punteggio di 6–3, 6–4